# Vadsø
Vadsø je grad i središte istoimene općine i okruga Finnmark u Norveškoj. 

## Zemljopis
Grad se nalazi u sjevernoj Norveškoj u regiji Nord-Norge (Sjeverna Norveška) na poluotoku Varanger. 

## Stanovništvo
Prema podacima o broju stanovnika iz 2004. godine u općini živi 6.187 stanovnika.

## Gradovi prijatelji
- Rusija - Murmansk
- Danska - Holstebro
- Švedska - Oxelösund
- Finska - Kemijärvi
- Finska - Karkkila

## Vanjske poveznice
- Službene stranice općine  Arhivirana inačica izvorne stranice od 16. veljače 2021. (Wayback Machine)

### Ostali projekti
|  | Zajednički poslužitelj ima još gradiva o temi Vadsø |